# Cartagenai óratorony
A cartagenai óratorony a kolumbiai Cartagena városának egyik műemléke.

## Története
A torony a történelmi belváros 1631-ben befejezett városfalának főbejárata fölött emelkedik. Bár Bernard Desjean részben megsemmisítette ezt a falat, 1704-ben Juan de Herrera y Sotomayor tervei alapján újjáépítették: ekkor hozták létre a mai kapuépítményt is. A kapuhoz a gyarmati időkben egy felvonóhíd vezetett, ezért az óratornyot is magába foglaló építményt szokták Boca del Puente, azaz „a híd szája” néven is emlegetni. Ez a híd a San Anastasio folyó fölött ívelt át, és a belvárost a Getsemaní nevű városrésszel kötötte össze, egyúttal védelmül is szolgált, mivel kalóztámadások esetén a hidat fel tudták vonni. Ugyancsak a védelmi rendszer részét képezte a kaput védő, ma már nem látható Szent Péter apostol nevű bástya, valamint a Keresztelő Szent János bástya.
Vannak olyan történészek, akik szerint a torony alatt sokáig csak egy egyszerű átjáró volt, és 1888-ban építettek hozzá még két boltozatos termet a fal belsejébe (amelyek ma kapuvá nyitva láthatók), és Luis Jaspe építész volt az, aki a tornyot hozzácsatolta. Mások szerint mindig is három boltozatos rész volt a falban, az óra pedig korábban a fal belső részén volt található. Olyan forrás is van, amely szerint Luis Jaspe a már meglevő tornyot csak átalakíttatta: az addig négy oldalú, és két órahelyet tartalmazó tornyot nyolcoldalú, négy órahellyel rendelkező építménnyé formálta át.
A régi óraszerkezet, amelyet 1874-ben helyeztek el a tornyon, és amelyet az Amerikai Egyesült Államokból hoztak, 1937-ben egy svájci szerkezettel helyettesítették. 2013-ban az építményt a BBC úgy említette, mint a világ 5 legszebb óratornyának egyikét.

## Leírás
A torony a történelmi belvárost övező fal délkeleten nyíló kapuépítménye fölött emelkedik a Függetlenség tér és a Kocsik tere között. A kapuépítmény középső, torony alatti kapuja járművek, a mellette levő két hasonló méretű kapu gyalogosok közlekedésére szolgál. A belső (északnyugati) falfelület sima, a külsőn (délkeletin) látszanak az építőkövek, a középső kaput pedig két pár toszkán oszlop keretezi.

## Képek

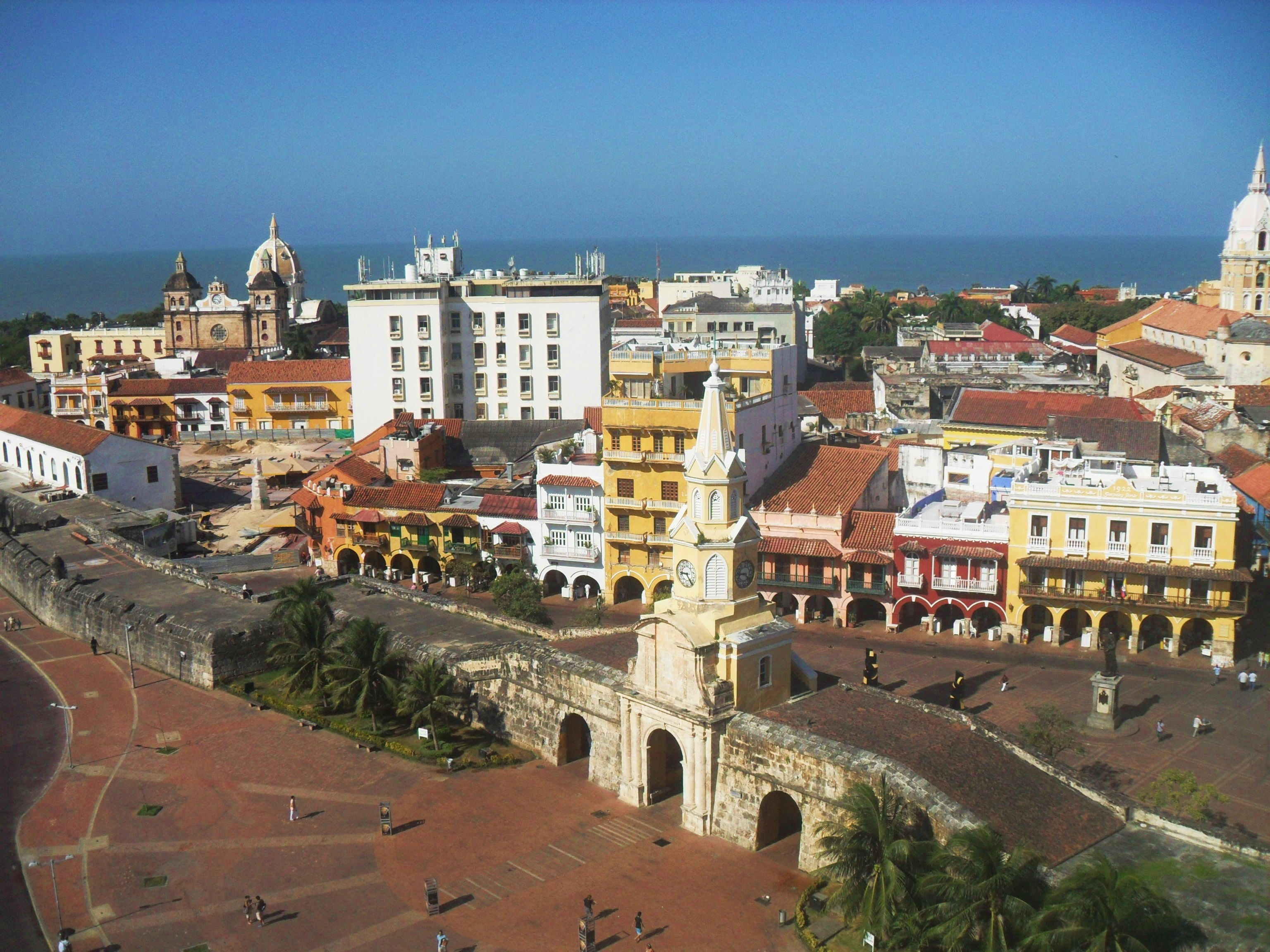
A torony és környezete
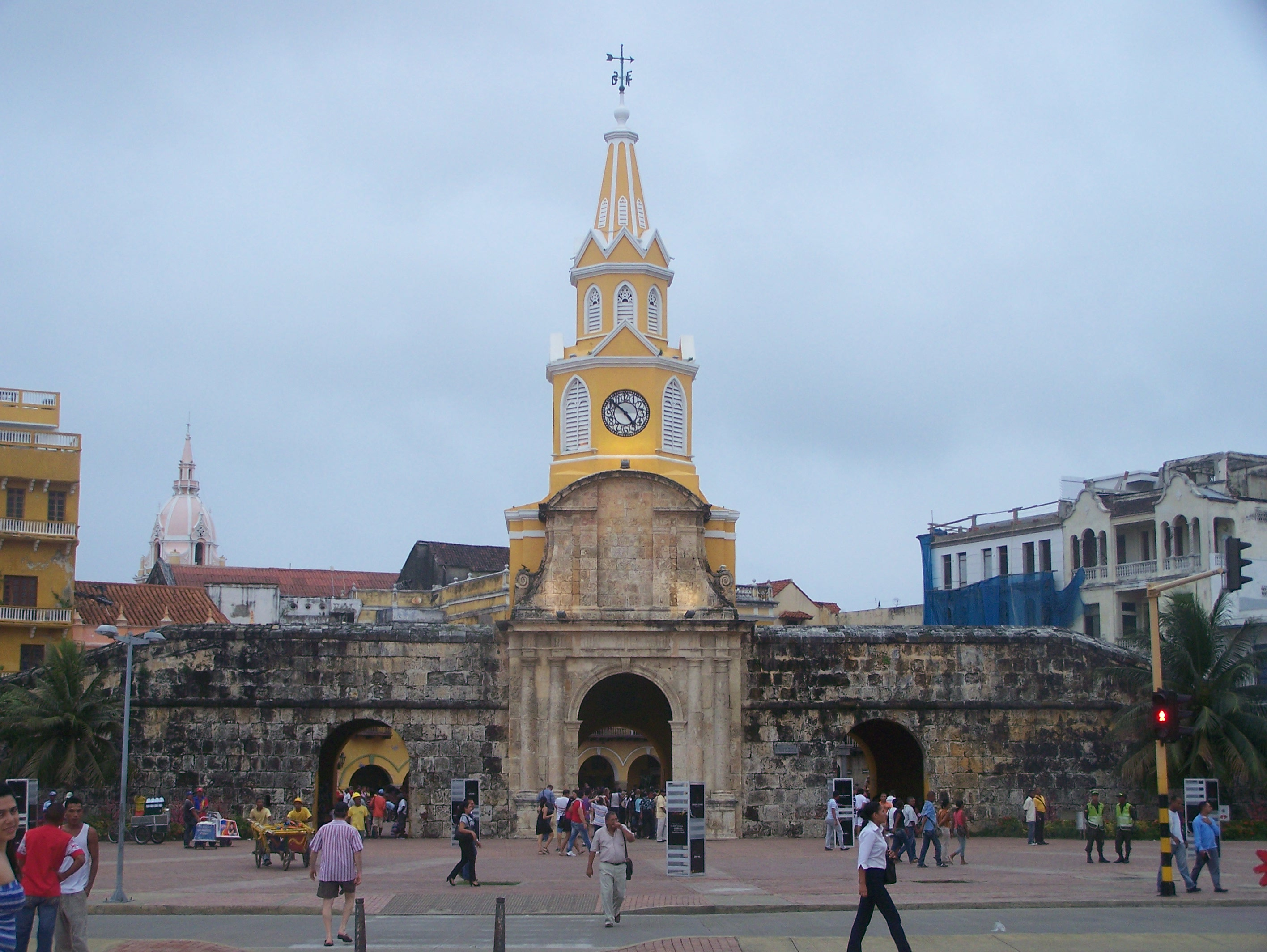
Az épület
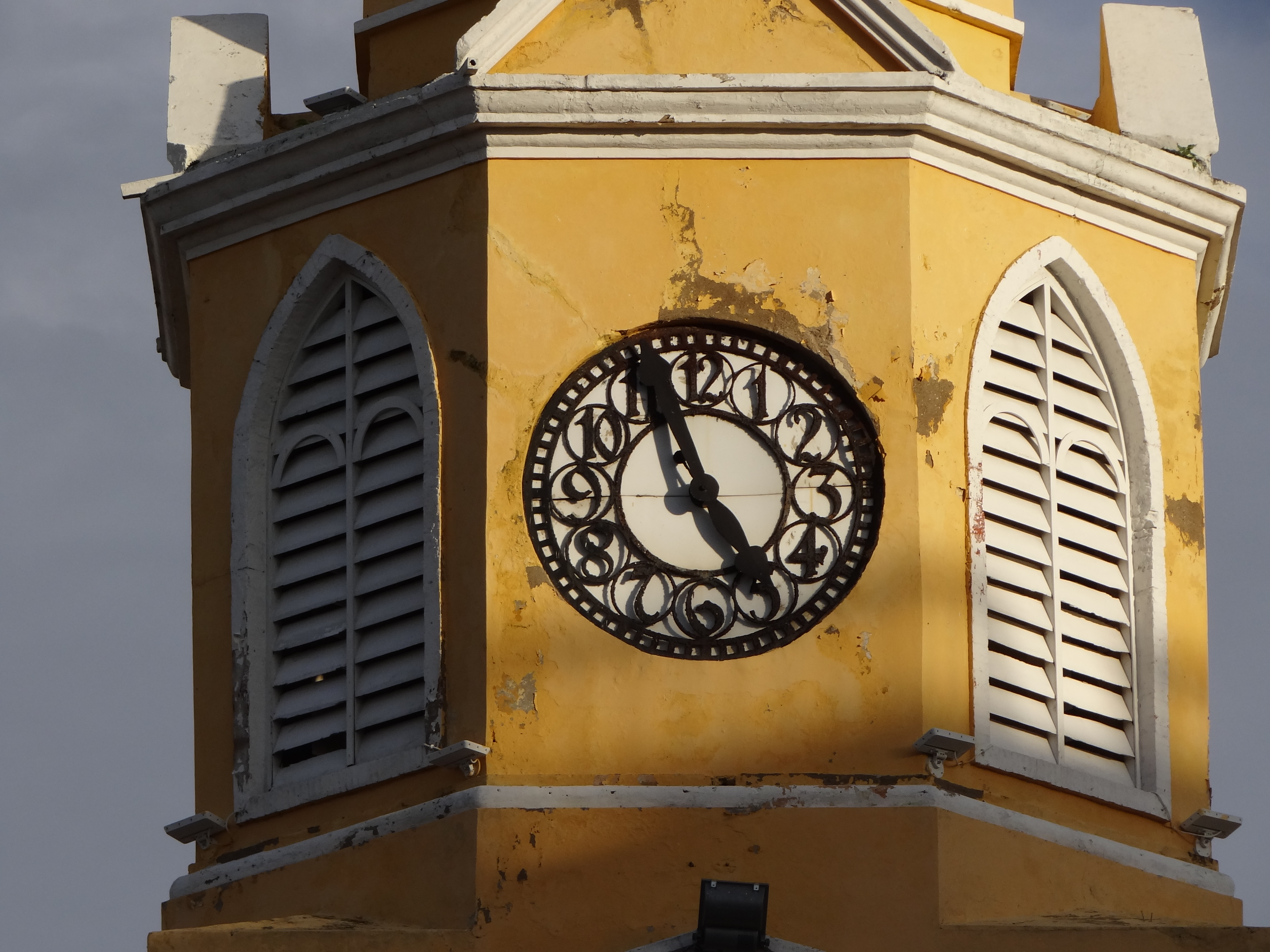
Részlet
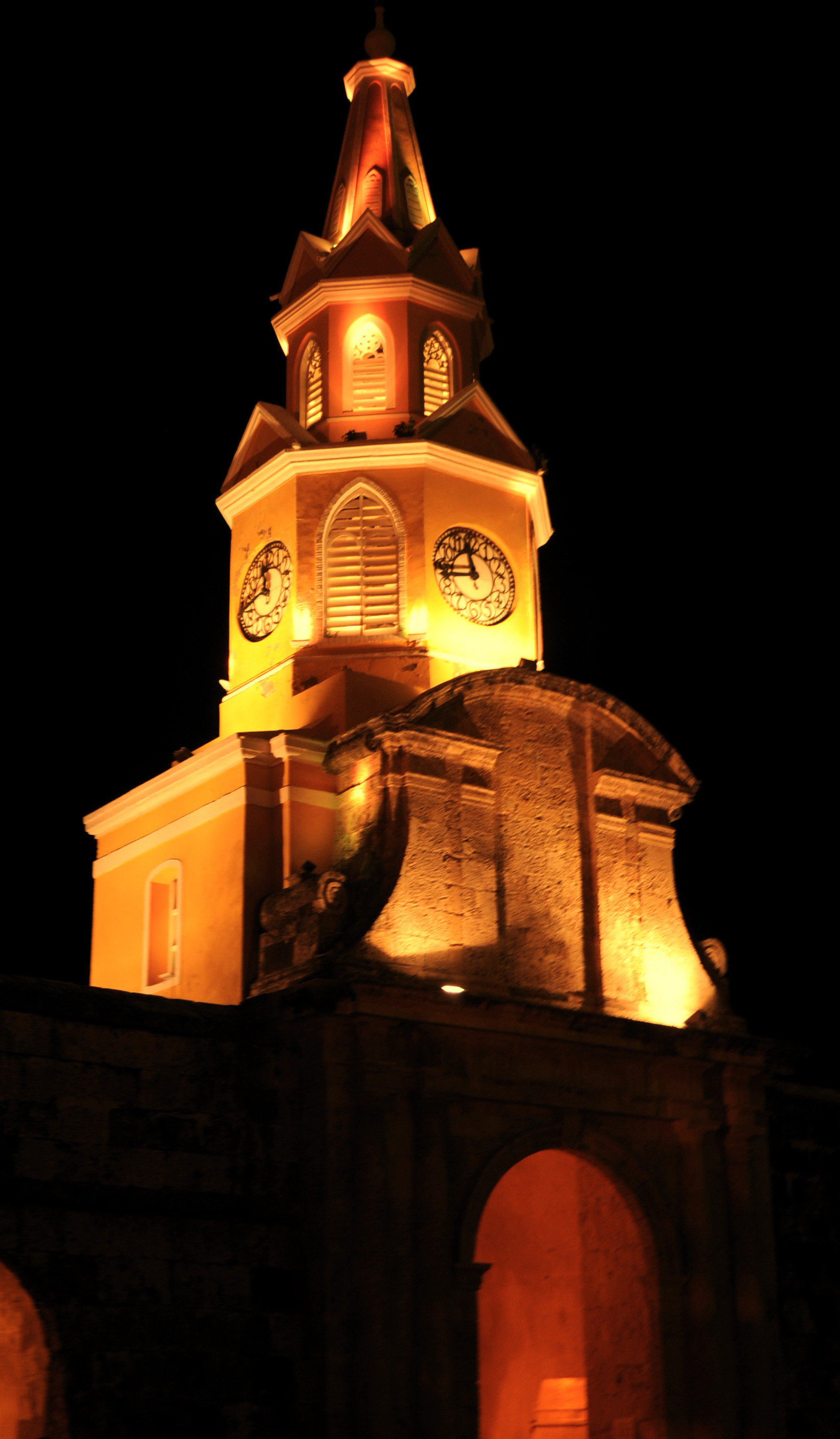
Éjjel, kivilágítva